# Cypho purpurascens
Cypho purpurascens, thường được gọi là cá đạm bì sọc xiên, là một loài cá biển thuộc chi Cypho trong họ Cá đạm bì. Loài này được mô tả lần đầu tiên vào năm 1884.

## Phân bố và môi trường sống
C. purpurascens chỉ được phân bố ở phía tây nam Thái Bình Dương, từ rạn san hô Great Barrier và Papua New Guinea về phía đông đến Tonga, phía bắc đến quần đảo Admiralty, phía nam đến rạn san hô Elizabeth. Chúng cũng được ghi nhận tại Fiji, Vanuatu và quần đảo Solomon.
C. purpurascens thường sống trong các rạn san hô và những hốc đá ngầm, hoặc trong các hồ thủy triều hoặc đầm phá, ở độ sâu khoảng 40 m trở lại.

## Mô tả
C. purpurascens trưởng thành dài khoảng 7,5 cm và là loài dị hình giới tính. Thân của C. purpurascens đực có màu đỏ đến màu hồng đậm, trong khi C. purpurascens mái có màu xanh tím ở đầu và chuyển thành màu vàng cam ở thân sau. Cả hai giới đều có các đường sọc chéo màu xanh lam đặc trưng trên cơ thể với viền màu lam sáng ở sau mắt. Đầu của chúng có thể có những chấm màu lam. Cá đực đôi khi có thể có đốm đen trên vây lưng. Chúng rất nhát.
Số ngạnh ở vây lưng: 3; Số vây tia mềm ở vây lưng: 22 - 24; Số ngạnh ở vây hậu môn: 3; Số vây tia mềm ở vây hậu môn: 13 - 15.
Thức ăn của C. purpurascens có lẽ là rong tảo và các sinh vật phù du. Chúng thường sống đơn độc hoặc theo cặp vào mùa sinh sản.
C. purpurascens được đánh bắt để phục vụ cho ngành thương mại cá cảnh.